# Bernienville
Bernienville é uma comuna francesa na região administrativa da Normandia, no departamento de Eure. Estende-se por uma área de 7,71 km². Em 2010 a comuna tinha 292 habitantes (densidade: 37,9 hab./km²).